# Prólogo de Ocrida

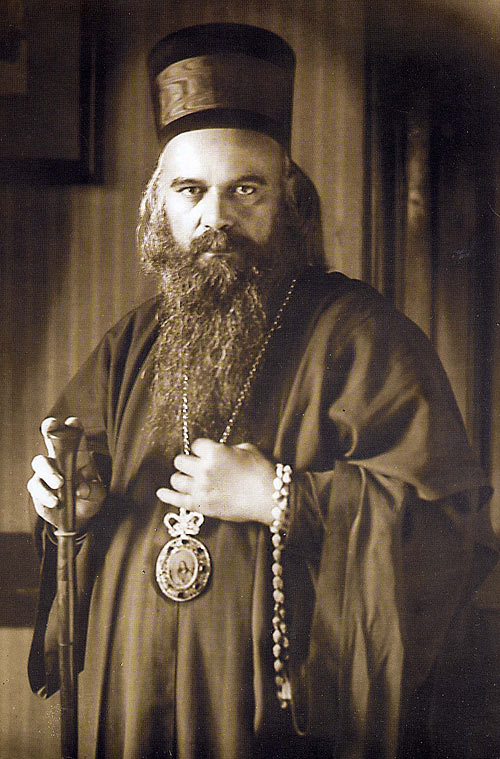
São Nicolau de Ocrida, compilador do Prólogo de Ocrida.

O Prólogo de Ocrida é um sinaxário expandido compilado por São Nicolau de Ocrida. O trabalho é uma compilação da vida dos santos, reflexões, homilias e leituras diárias. 
Foi originalmente escrito em sérvio, concluído em 1928 em dois volumes em Ocrida. Este prólogo é uma atualização do Prólogo Eslavônico, o qual Nikolaj trabalhou para fazê-lo inteligível ao povo sérvio (dado que o antigo Prolog se encontrava escrito em eslavo litúrgico), reorganizar a informação contida no livro, e atualizar o calendário de santos. Tal foi a importância desta obra que se cita que certo hierarca sérvio teria dito que a Bíblia e o Prólogo de Ocrida seriam os dois únicos livros necessários para a salvação.
Em português, foi lançado apenas um primeiro volume do Prólogo, pela Editora Theotokos em 2016, compreendendo os meses de setembro e outubro segundo o calendário juliano.